# スポンジケーキ

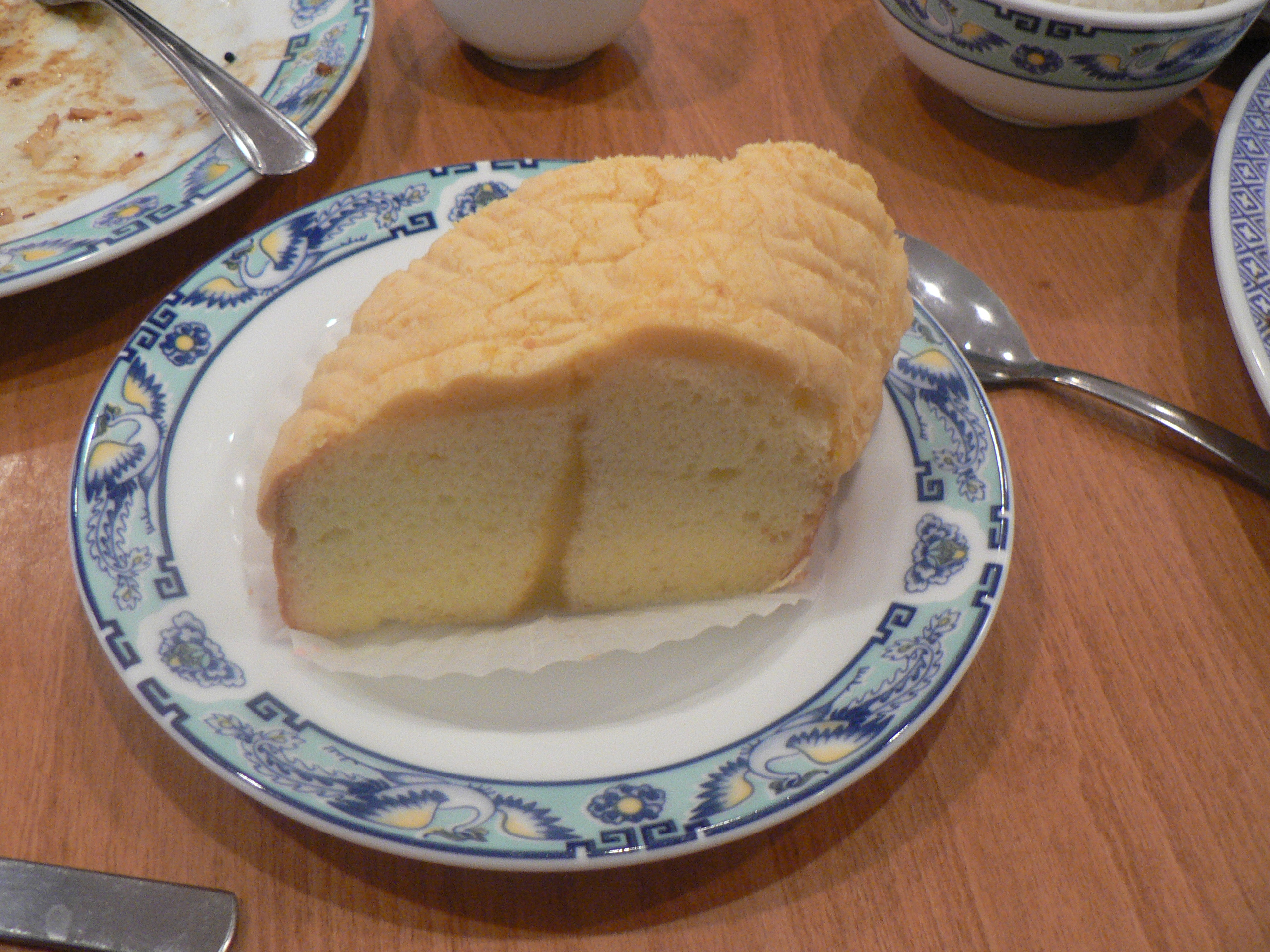
スポンジケーキの断面

スポンジケーキは、卵（鶏卵）、砂糖、小麦粉（薄力粉）を主材料とするスポンジ生地の焼成時の膨化作用を利用した食品の総称。さらに広義には各種の油脂を加えたもの（バタースポンジケーキ）を含んだ総称である。
スポンジ生地は焼成した生地の質感がスポンジ（海綿）を連想させることに由来しており、卵、砂糖、薄力粉を等量で合わせたヘビースポンジとバター（油脂）を加えたバタースポンジがある。製菓関係の文脈では略して単にスポンジと称することもある。小麦粉を米粉に置き換えたものもある。
これにデコレーションを施したものをデコレーションケーキといい、スポンジケーキはロールケーキやショートケーキなどのケーキ台として使用される。

## 概要

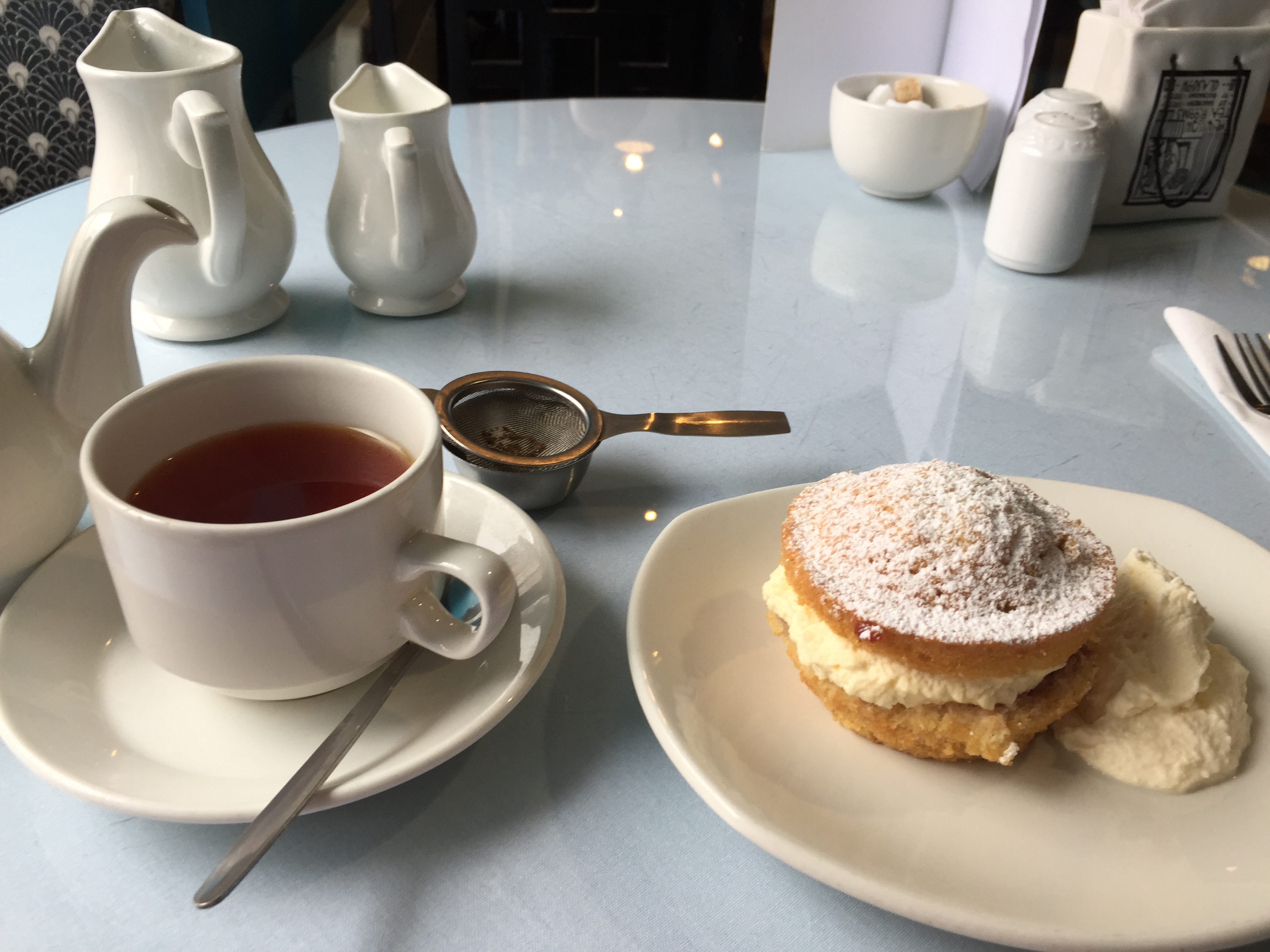
グラスゴーのウィロー・ティールームズで出しているヴィクトリアスポンジとミルクティー

スポンジケーキは卵（鶏卵）、砂糖、小麦粉を主材料としている。さらに、これらに各種の油脂を加えたバタースポンジ（Buttersponge）があり、フランスのビスキュー（Biscuit）やジェノワーズ（Genoise）、ドイツのウイーナマッセ（Wienermasse）がこれらに含まれる。
スポンジケーキは卵（卵白）の起泡性と気泡の安定性を利用している。卵白の撹拌によって得られる泡の薄い膜に包み込まれた空気の熱膨脹と、生地に含まれる水分の蒸気圧の増大が寄与しており、その卵白泡を支える役割を果たすのが熱で凝固した卵白泡と小麦粉のグルテンおよび糊化したでんぷんであるといわれている。砂糖は卵白の起泡性を妨げる性質をもつ一方で気泡の安定性や生地の流動性に寄与する関係にある。
卵（鶏卵）、砂糖、小麦粉（薄力粉）を等量で合わせたものを3同割というが、主材料と副材料の比率は多少の相違がある。広義のスポンジケーキについて、狭義のスポンジケーキ（卵1：砂糖0.5 - 1：小麦粉0.5 - 1）、エンゼルケーキ（卵1：砂糖0.8：小麦粉0.4）、ロールスポンジ（卵1：砂糖0.7：小麦粉0.6）、ジェノワーズ（卵1：砂糖1：小麦粉0.7：バター0.2）、長崎カステラ（卵1：砂糖1：小麦粉0.5：水飴0.2）に区分する文献もある。

## 製法

### バッターの調製
ケーキ焼成前の流動性のある生地の状態をバッター（batter）という。
スポンジケーキの調製法には、コールド・スポンジ（別立て）法、ホット・スポンジ（共立て）法、オールインミックス（AIM）法などがあるが、家庭で一般的に用いられる方法は別立て法と共立て法である。
コールド・スポンジ（別立て）法
別立て法は卵白と卵黄を分けて別々に泡立てる方法で、パータ・ビスキュイ（pâte à biscuit）ともいい、きめが粗くサクッとした食感を特徴とする。
ホット・スポンジ（共立て）法
共立て法は全卵の状態で泡立てる方法でパータ・ジェノワーズ（pâte à génoise）ともいい、なめらかでふんわりとした仕上がりを特徴とする。
オールインミックス（AIM）法
全材料混合法ともいい、製菓・製パン工場で用いられる方法で、起泡性乳化油脂を使用しており、泡立て技術を必要としない。ただし、起泡性乳化油脂は一般家庭では入手が困難である。全材料混合法にはこのほかに加圧容器内で加圧空気とともに混合するプレッシャーミキサー法など特殊な方法がある。
次に油脂を加える場合、バッターの混合の方法によってSugar batter methodとFlour batter methodに分けられる。
Sugar batter method
鶏卵、砂糖、小麦粉の順に混合し、最後にバターを溶かして加える場合をバター・スポンジあるいはジェノワーズ（ゼノワーズ）という。
Flour batter method
バターケーキなどに用いる方法で、最初にバターと砂糖あるいはバターと小麦粉をクリーム状に混合しておき、そのあとで鶏卵などの残りの材料を入れて混ぜ合わせる方法。クリームド・ミキシング・ケーキともいう。

### 焼成
ケーキ型、個数、オーブンの種類に応じて最適な焼成温度、焼成時間で焼き上げる。
焼成後、型のまま台に打ち付けることをショックといい、水蒸気を抜くことで中央のへこみや側面の腰折れを防ぐ役割がある。
生地のキメを均一に整え、表面を平らにするために天地を逆にして冷却する。そのまま型に入れて放置すると表面にしわが寄り台形に変形する原因となる。

## 歴史
カスティーリャ王国で生まれた「カスティーリャ・ボーロ」が始まりとする説があり、南蛮船によって日本に伝来後、カスティーリャはカステラに、ボーロはそばぼうろにアレンジされたとされる。

## 卵の起泡方法

### 各種の起泡方法
スポンジケーキの調製法には、コールド・スポンジ（別立て）法、ホット・スポンジ（共立て）法、オールインミックス（AIM）法などがあるが、家庭で一般的に用いられる方法は別立て法と共立て法である。

### その他の卵の起泡方法
長崎大学の野口道子の研究資料を参考にした合同会社本気の猿Ｌａｂｏの早坂昌幸によれば、更に3つの手法（気泡する新たな3つの方法）があるとする。いずれも、特定の環境下、なおかつ特定の配合における実験製造では、製品化が実証されている技術であることも付記しておく。参考頁（クックパッド）
それに先立ち、従来の手法について再定義する。
1. 共立て法とは、全卵を泡立てる方法。
2. 別立て法とは、卵白と卵黄に分け、卵白はメレンゲに、卵黄はほぐした後に双方を合わせる方法。

※卵黄は水を加えて初めて起泡し体積が明らかに膨張するので、加水しない従来の別立て法においては「立てる」のではなく「ほぐす」という表現に留まる。なお、詳細な定義は別項に譲るものとする。

### 起泡する新たな3つの方法
1. 卵黄に、その数倍の加水をし攪拌する事で起泡する方法。
卵黄のみで起泡する事から『卵黄1本立て』と称する[9]。
2. 『卵黄1本立て』に、卵白のメレンゲを加える方法。
従来の別立て法とは異なり、卵黄も起泡しているので『両立て法』と称する。
3. 『卵黄1本立て』に卵白をほぐしたものを加える方法。
従来の別立て法とは逆で、卵黄を起泡し、卵白は起泡しないので『逆立て法』と称する。

便宜上それぞれには手法の名称が必要であるので、2023年のクックパッドを引用した。

### 新たな起泡方法の意味合いと効果
1. 卵黄の気泡がボディとなるので、必要な卵白量に絶対値がなくなる。つまり、卵黄と卵白は別な原料と捉える事が出来るので、配合比率の改編等の可能性が相当に広がり、従来にないスポンジケーキの製造に繋がる。極端な事例では、卵白を配合しないレシピがある[11]。
2. 卵黄のボディは、理論的には卵白のそれよりも口溶けが良いので、新たな食感が期待出来る。それは、卵を焼成した際に卵黄は完全に凝固せず、卵白は凝固し硬化することから容易に推察できる。
3. スポンジケーキ等において、従来は卵白の量と質に依存したふわふわ感である為、旨味成分を伴わないものが大半であるが、卵黄にこそ旨味成分が含まれているので、美味しさを損なわずにふわふわに仕上げることが、従来の方法以上に可能になる。逆説的に説明すれば、卵白メレンゲがボディであると旨味成分が少ないため、生地そのもの単体ではなくトッピング等による味付けに頼った構造のお菓子が大半である。
4. 卵黄に含まれる油脂で起泡出来るので、例えばシフォンケーキに配合されるサラダ油等の油脂を除く配合が可能である。
5. 同じく、卵黄に含まれる油脂を利用するので、別に油脂を配合するよりも摂取油分量を抑えることができる。